# Lobe den Herrn, meine Seele BWV 69
Lobe den Herrn, meine Seele (in tedesco, "Loda il Signore, anima mia") BWV 69 è una cantata di Johann Sebastian Bach.

## Storia
La Lobe den Herrn, meine Seele, basata sulla cantata Lobe den Herrn, meine Seele BWV 69a, venne assemblata da Bach a Lipsia nel 1748 e fu eseguita per la prima volta il 26 agosto dello stesso anno in occasione dell'inaugurazione del nuovo consiglio municipale. Il libretto è tratto dal salmo 103 per il primo movimento, da testi di Martin Lutero per il sesto, e da autore anonimo per i rimanenti.
Il tema musicale è tratto dall'inno Es wollt uns Gott genädig sein, composto da Martin Lutero e pubblicato nel 1564.

## Struttura
La cantata è composta per soprano solista, contralto solista, tenore solista, basso solista, coro, tromba I, II e III, timpani, fagotto, oboe I, II e III, oboe d'amore, violino I e II, viola e basso continuo ed è suddivisa in sei movimenti:
1. Coro: Lobe den Herrn, meine Seele, per tutti.
2. Recitativo: Wie groß ist Gottes Güte doch, per soprano, fagotto e continuo.
3. Aria: Meine Seele, per soprano, oboe, violino e continuo.
4. Recitativo: Der Herr hat große Ding an uns getan, per tenore, archi e continuo.
5. Aria: Mein Erlöser und Erhalter, per basso, oboe d'amore, fagotto, archi e continuo.
6. Corale: Es danke, Gott, und lobe dich, per tutti.